# Juzgados de Letras de Chile

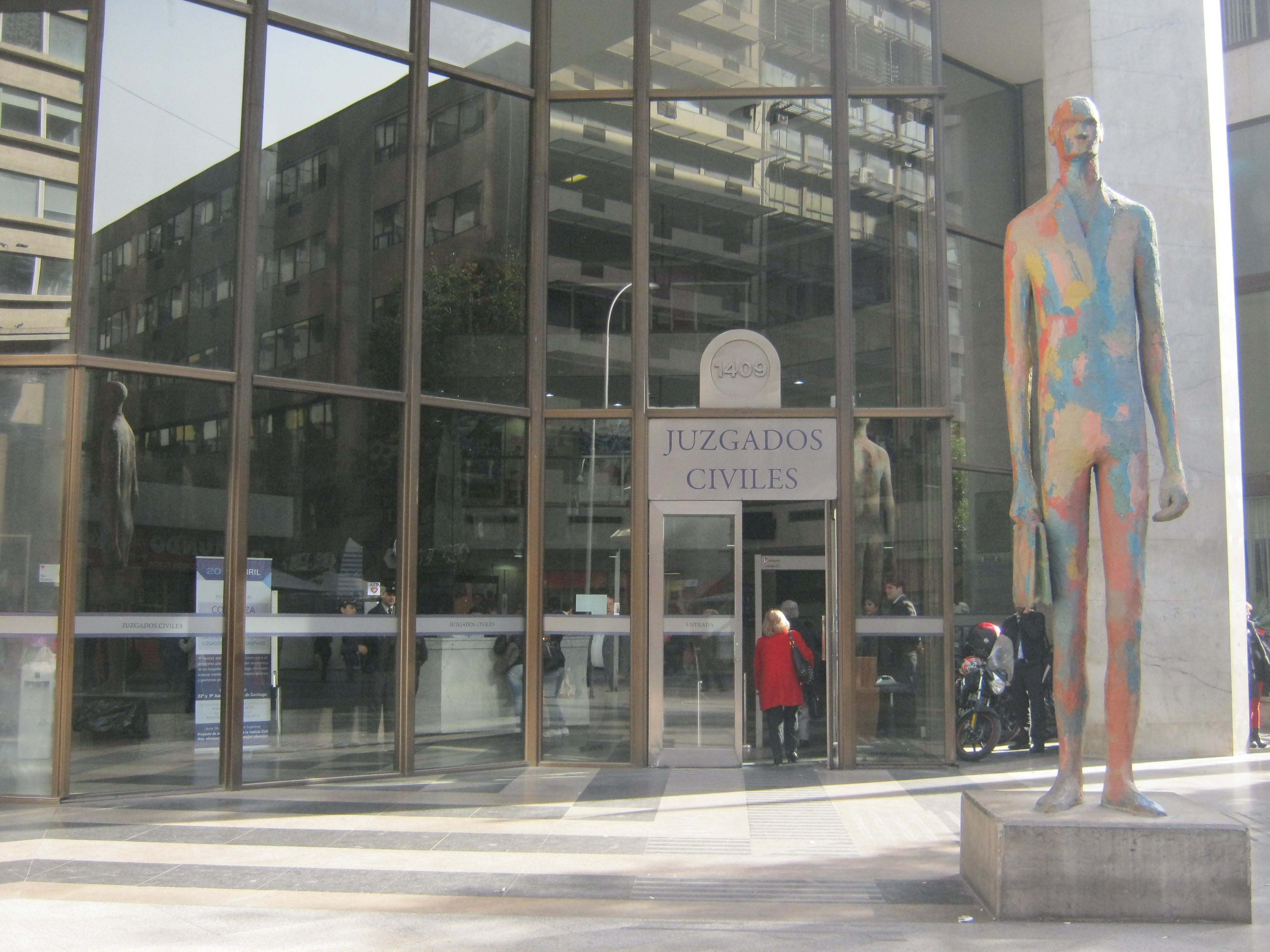
Vista del acceso al Edificio Presidente Manuel Montt, sede de los juzgados civiles de Santiago.

Los Juzgados de Letras son aquellos órganos jurisdiccionales, generalmente con un único juez (aunque algunos tienen dos jueces), del sistema judicial chileno, que ocupan un lugar de base en la estructura jerárquica del Poder Judicial, tienen como superior jerárquico a una Corte de Apelaciones y ejercen su competencia para el conocimiento de la generalidad de los asuntos civiles, a falta de tribunal especial, en primera o única instancia. El territorio jurisdiccional de cada uno de estos juzgados es una comuna o agrupación de comunas, territorio que es establecido por la ley.

## Antecedentes
Los primeros juzgados letrados provenían de la colonia, cuando en la ciudad de Santiago residía el único Juez de Letras del Reyno de Chile. 
En aquellos años, La jurisdicción local era llevada a cabo en provincias y localidades, por los alcaldes ordinarios y auxiliares de justicia pertenecientes al cabildo. Con el gobierno de Ramón Freire se aumentó el número de jueces, tanto en Santiago como por primera vez en las provincias de Coquimbo y de Concepción, para ir ordenando la administración de justicia.  
A estos juzgados se les llamó "letrados" para distinguirlos, en la época de su creación, de otros tribunales que estaban integrados por legos (no abogados). En otras palabras, el juez que tiene a su cargo un juzgado de letras debe ser abogado.
En 1989 y como parte del proceso de regionalización del país, fueron suprimidas las figuras de juez de distrito y juez de subdelegación, pasando la mayoría de las atribuciones a un juez de letras o a otra jurisdicción local competente.
Aunque tienen nominalmente competencia común, debido a la creación de tribunales especiales (de letras del trabajo, de familia, de garantía y tribunales de juicio oral en lo penal) su competencia alcanza, en la mayoría del territorio chileno, solamente a materias civiles y mercantiles, además de otras materias que las leyes entregan al conocimiento específico de los juzgados de letras o que no tienen un tribunal especial asignado. Es por ello, que dentro de los juzgados de letras, según lo dispuesto por el Código Orgánico de Tribunales, existen dos tipos: los Juzgados Civiles o Juzgados de Letras en lo Civil, y los Juzgados de Competencia Común (a veces llamados Juzgados Mixtos).

## Estructura y características
Los juzgados de letras están integrados por uno o más jueces. Además, cuentan con un secretario abogado y una planta de empleados de secretaría, para el cumplimiento eficaz y eficiente de sus funciones. 
Sin embargo, la Corte de Apelaciones respectiva pueden ordenar que el juez se aboque de un modo exclusivo a la tramitación de una o más materias determinadas, de competencia del juzgado de letras, cuando haya retardo en el despacho de los asuntos sometidos al conocimiento del tribunal o cuando el mejor servicio judicial así lo exigiere (sistema de funcionamiento extraordinario); ocasión en la cual el secretario del mismo tribunal asume las demás funciones que le corresponden al juez titular, en calidad de suplente y por el solo ministerio de la ley (y quien debiera cumplir las funciones del secretario, de acuerdo a las reglas generales, las lleva a efecto respecto del juez titular y de quien lo supliere o reemplazare).
Por regla general sus sentencias son apelables ante la Corte de Apelaciones respectiva.  
Es de competencia de los juzgados de letras: 
- Las causas civiles (en única o primera instancia, según sea la cuantía del asunto);
- Las causas de comercio (en única o primera instancia, según sea la cuantía del asunto);
- Las causas de minas, o sea, en las que se ventilan derechos regidos especialmente por el Código de Minería (en primera instancia);
- Los actos judiciales no contenciosos que no correspondan a otro tribunal (en primera instancia);
- Las causas del trabajo y de familia, cuyo conocimiento no corresponda a los juzgados de letras del trabajo y de familia respectivamente (en primera instancia);
- Las actuaciones que corresponderían a un juzgado de garantía en aquellos territorios jurisdiccionales que carezcan de uno;
- Las causas de menor cuantía, donde se vean involucradas personas con fuero (que no tiene mayor aplicación por cuanto estas causas eran conocidas por jueces inferiores hoy suprimidos), y
- Los demás asuntos que las leyes les encomienden (conociendo de todos los asuntos no entregados a otros tribunales, siendo depositarios de la generalidad de la competencia).

## Críticas
Actualmente la labor de estos órganos jurisdiccionales se concentra en la ejecución de títulos de crédito en contra de los deudores de grandes empresas, tales como bancos o tiendas por departamentos, predominando este tipo de causas civiles por sobre otras materias, pese a que el juzgado de letras tiene competencia común respecto de la gran parte de asuntos contenciosos y no contenciosos, generando con ello una sobrecarga administrativa para la tramitación de estos asuntos en los cuales, en general, no hay un debate jurídico. 
Dicha situación ha generado la propuesta de sustitución del Código de Procedimiento Civil (de 1902) y, en general, una reforma a la administración de justicia en materia civil.
Además se critica que al ser estos tribunales los únicos tribunales de primera o única instancia no reformados en el sistema judicial chileno, estos tribunales mantienen un sistema de funcionamiento basado en la escrituración y la falta de inmediación en el conocimiento de la prueba.